# ПоцелуйчИК
ПоцелуйчИК (англ. The First Time) — подростковая романтическая комедия 2009 года производства США, ремейк датского фильма «Kærlighed ved første hik» по книге Денниса Юргенсена «Любовь с первого ика».

## Сюжет
Виктор, новичок в классе, без памяти влюбляется в красавицу Анию — самую популярную девочку в школе. Она — дочь богатых родителей, сохранившая при этом чарующую невинность в характере. Как и ожидалось, Ания ходит на свидания с богачом и красавчиком Питером, но тут и там натыкается на неуклюжего и странноватого Виктора. После пары десятков нелепых ситуаций, неуместных иков и трогательных глупостей, между Виктором и Анией наконец-то пробегает первая искра…

## В Ролях
- Скаут Тэйлор-Комптон — Ания
- Девон Веркхейзер — Виктор
- Таня Верафилд — Мариса
- Кен Лакки — Питер
- Адам Дж. Бернштейн — Брайан
- Николас Браун — Эрни
- Дэниэл Поло — Зак
- Шон Маркетт — Ник
- Рэй Уайз — Роджер
- Ребекка Стааб — Констансия
- Энн Кьюсак — Беатрис
- Джеймс Экхаус — Кристиан
- Эндрю 'Эй.Си.' Слмет — Мальчик
- Джош Блейлок — Парень
- Бри Гэбриэлль — Лиза
- Твинк Каплан — Тётя Элизабет
- Гэррет М. Браун — Дядя Пол
- Бэрри Форд — Старик
- Норма Майклс — Высоко классная Пожилая Леди
- Ричард Молл — Владелец Магазина
- Лианна Спир — Девушка #1
- Барбара Топсеэ-Ротенборг — Кулинарное шоу по ТВ (камео)
- Стивен Бернстин — Соведущий Кулинарного шоу — голос на ТВ (камео)
- Октавия Спенсер — Миссис Хэмбрик
- Кэрол Лин Блэк
- Джей Чаварри — Тусовщик, в титрах не указан
- Ария Ноэль Курзон — Подросток на вечеринке, в титрах не указана
- Джон Фейркрест — Гость на вечеринке, в титрах не указан
- Аликс Гаудио — cell phone kid, в титрах не указан
- Кэмерон Айкон Гиддингс — Тусовщик, в титрах не указан
- Кэти Малони — Богатая девушка #1, в титрах не указана
- Диандра Ньюлайн — Тусовщица, в титрах не указана
- Селина Сото — Студентка, в титрах не указана
- Лорен Саммерс — Подросток на вечеринке, в титрах не указана